# 문화훈장 (대한민국)
문화훈장(文化勲章, 영어: Order of Cultural Merit)은 대한민국의 훈장 가운데 하나로 대한민국의 문화 및 예술 발전에 기여한 사람에게 수여한다. "문화훈장"이라는 이름이 붙은 훈장은 1951년 12월 22일 문화훈장령(대통령령 제582호)에 의거하여 처음 신설되었으며, 당시에는 "대한민국장", "대통령장", "국민장" 3가지 등급으로 제정되었다. 이후 이는 국민훈장으로 승계되었으며, 1973년 1월 25일 상훈령이 시행되면서 "금관", "은관", "보관", "옥관", "화관" 5등급으로 제정되었다.

## 등급
- 1등급: 금관문화훈장(勳章)
- 2등급: 은관문화훈장(銀冠文化勳章)
- 3등급: 보관문화훈장(寶冠文化勳章)
- 4등급: 옥관문화훈장(玉冠文化勳章)
- 5등급: 화관문화훈장(花冠文化勳章)

## 수훈자
관련 법령인 상훈법에 따르면 문화·예술발전에 공을 세워 국민 문화향상과 국가발전에 기여한 공적이 뚜렷한 자에게 수여한다고 되어 있다. 훈장 제정 초기에는 주로 문화 관련 학문의 연구자나 문학가들 위주로 수여되었으나 1980년 10월 20일에 가수 김정구가 보관문화훈장을 받으며 대중예술가에게도 수여자의 범위가 확대되었다.

## 같이 보기
- 문화체육관광부